# Xã Lee, Quận Roberts, South Dakota
Xã Lee (tiếng Anh: Lee Township) là một xã thuộc quận Roberts, tiểu bang Nam Dakota, Hoa Kỳ. Năm 2010, dân số của xã này là 62 người.